# Wasserstraße 47 (Stralsund)

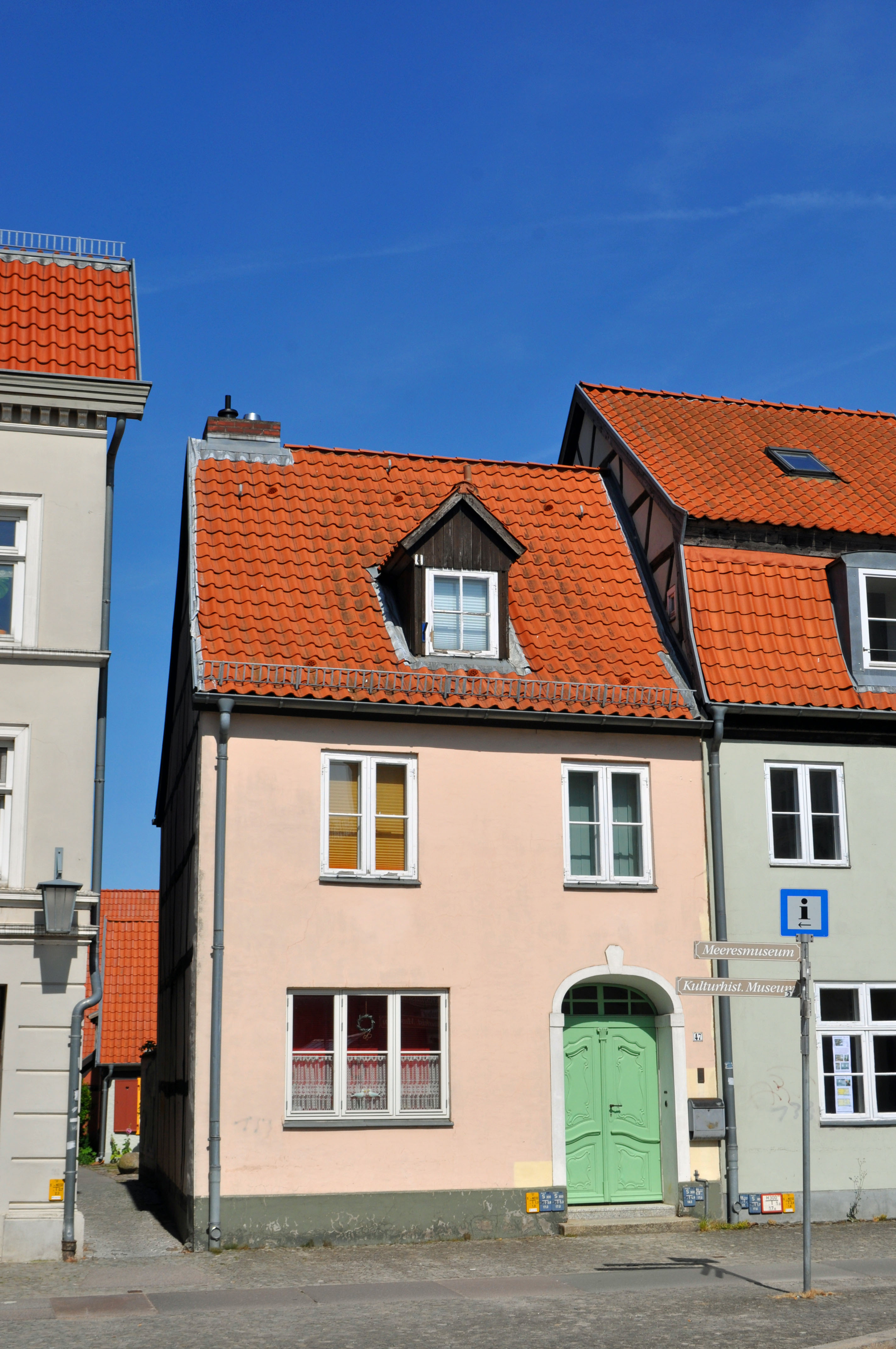
Das Haus Wasserstraße 47 in Stralsund (2013)

Das Gebäude mit der postalischen Adresse Wasserstraße 47 ist ein denkmalgeschütztes Bauwerk in der Wasserstraße in Stralsund.
Das Haus gehört zu einer kleinteiligen Reihe von sieben Gebäuden, die den Hof des Heilgeisthospitals nach Westen begrenzen. Wie die anderen sechs Häuser dieser Gebäudereihe stammt der zweigeschossige Putzbau im Kern aus dem 18. Jahrhundert.
Eine zweiflügelige Haustür, die im Stil des Rokoko gestaltet ist, ziert das Korbbogen-Portal.
Das Haus liegt im Kerngebiet des von der UNESCO als Weltkulturerbe anerkannten Stadtgebietes des Kulturgutes „Historische Altstädte Stralsund und Wismar“. In die Liste der Baudenkmale in Stralsund ist es mit der Nummer 786 eingetragen.